# John Holland (2e baronnet)
Pour les articles homonymes, voir John Holland.
John Holland, 2e baronnet (vers 1669 - avant juillet 1724), de Quidenham Hall, à  Quidenham (Norfolk) est un homme politique britannique whig qui siège à la Chambre des communes anglaise et britannique de 1701 à 1710.

## Biographie

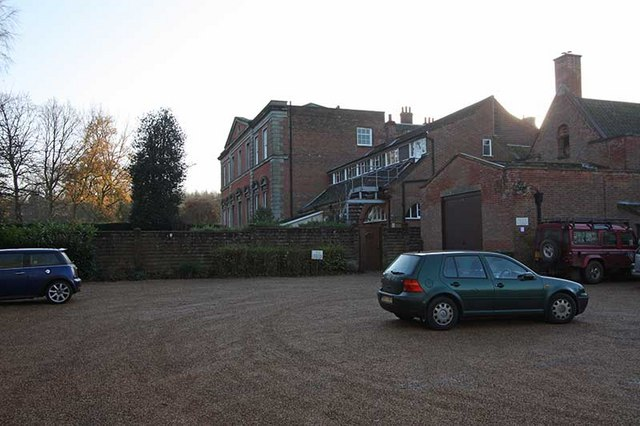
Quidenham Hall

Il est le deuxième enfant et fils aîné de Thomas Holland de Bury St Edmunds, dans le Suffolk, et de sa deuxième épouse, Elizabeth Meade, fille de Thomas Meade de Wenden Lofts (Essex). Il fait ses études à Bury St Edmunds auprès de M. Leeds et est au Christ's College de Cambridge de septembre 1685 à 1687. Il succède à son père en 1698. En mai 1699, il épouse Rebecca Paston, la fille de William Paston (2e comte de Yarmouth) et son épouse Charlotte FitzRoy, fille illégitime de Charles II d’Angleterre. Il succède à son grand-père, John Holland (1er baronnet) (en) comme baronnet et hérite de Quidenham le 19 janvier 1701. Holland meurt vers 1724 et est enterré à Quidenham.
Par son épouse Rebecca, leurs deux fils et leurs trois filles sont des arrière-petits-enfants de Charles II. Son fils William lui succède comme baronnet.

## Carrière
Il est élu député de Norfolk lors de la deuxième élection générale de 1701. Il prononce son premier discours enregistré le 24 février 1702 et est scrutateur pour les Whigs à six reprises. Il est réélu aux élections générales anglaises de 1702 et continue à être très actif au Parlement, notamment en tant que scrutateur pour les Whigs. Aux élections générales de 1705 en Angleterre, il est réélu sans opposition en tant que député whig de Norfolk. Le 25 octobre 1705, il appuie la candidature du candidat à la présidence de la Cour et remplit les fonctions de scrutateur pour les Whigs à plusieurs reprises. Il est réélu en tant que whig pour Norfolk aux élections générales britanniques de 1708. En mars 1708, il plaide pour le projet de loi sur les cathédrales de l’évêque de Carlisle et est nommé le 11 mars au comité pour rédiger un discours afin que des poursuites vigoureuses soient toujours engagées contre la guerre. Il fait ensuite rapport au comité. Il vote en faveur de la naturalisation des Palatins en 1709. En mars 1709, il est nommé contrôleur de la Maison et nommé conseiller privé le 2 juin 1709. Le 14 décembre 1709, il est chargé de préparer les actes d'impeachment contre le Dr Sacheverell, et devient un gestionnaire de la destitution. Il vote pour la mise en accusation et contribue à présenter le cas de poursuites le 28 février 1710. Les Whigs du Norflolk décident de ne pas le mettre en avant aux élections générales britanniques de 1710, probablement parce que ses compatriotes Whigs n'aimaient pas son comportement en général, y voyant une preuve de négligence, et il n'a pas pu obtenir un autre siège à l'époque ou aux élections générales britanniques de 1713. Il est démis de ses fonctions en juin 1711, mais ses arriérés de salaire lui sont payés et une prime supplémentaire de 250 £ est versée en 1712.
Il ne reçoit rien de George Ier et se retourne contre les Whig. Il ne s'est pas présenté aux élections générales britanniques de 1715, mais s'est présenté sans succès à Great Yarmouth lors des élections générales britanniques de 1722.